# بيتر روسكام
بيتر روسكام (بالإنجليزية: Peter Roskam) (و. 1961 – م) هو سياسي، محام من الولايات المتحدة الأمريكية ولد في هينديل.

## التعليم
تعلم في جامعة إلينوي في إربانا-شامبين.